# Mandela and De Klerk
Mandela and De Klerk (bra: Mandela e De Klerk; prt: À Margem da Lei) é um filme estadunidense de 1997, lançado diretamente na televisão e dirigido por Joseph Sargent. Foi estrelado por Sidney Poitier e Michael Caine, o longa é baseado na vida de Nelson Mandela e F. W. de Klerk, seu vice presidente. Foi indicado a vários prêmios como o Emmy e o Globo de Ouro.

## Elenco
- Sidney Poitier .. Nelson Mandela
- Michael Caine .. F. W. de Klerk
- Tina Lifford .. Winnie Madizikela-Mandela
- Gerry Maritz .. P. W. Botha
- Ian Roberts .. Kobie Coetsee
- Ben Kruger .. James Gregory
- Jerry Mofokeng .. Walter Sisulu
- John Carson .. Willem de Klerk
- David Fortune .. Raymond Mhlaba
- Moshidi Motshegwa .. Zindzi Mandela
- Nomonde Gogi .. Zenani Mandela-Dlamini
- Lentsoe Mosieleng .. Peter Ndlovu
- Kwezi L. L. Kobus .. Chris Hani
- Terry Norton .. Marike de Klerk
- Hannes Horn .. Quartus de Wet
- Regardt van den Bergh .. Magnus Malan